# Bodor Lilla
Bodor Lilla (1979 –) festőművész.
Valós domború tükrön és saját képzeletének görbe tükrén keresztül szűrve mutatja be életünk tereit.

## Életpályája
2001-2007 között a Magyar Képzőművészeti Egyetem hallgatója volt. 2006-ban Erasmus-ösztöndíjjal festő szakon tanult az Edinburgh College of Art, Nagy-Britannia

## Bodor Lilla festményeiről
Bodor Lilla domború tükrön keresztül láttatott terekbe vezeti tekintetünket. A lineáris perspektívát csavarva görbe tükröt mutat a világnak, ez dekorativitásában kritikát is feltételez, olyan alkotói gyakorlatot valósít meg, mely az érzékelésre reflektál, játékot űz vele.
Képeinek témáját főleg belső terek és női figurák adják, és gyakran alkalmaz tondó, azaz kerek képformátumot. A tárgyak és a tér szinte teljesen absztrakt képi motívumokká válnak, egyes esetekben át is változnak, és elrendezésük figurális képzetet kelt. A művész valós konvex- és saját képzeletének görbe tükrén keresztül szűrve mutatja be életünk tereit.
Konvex tükröt és tondó formát használt fiatalkori önarcképén a manierista Parmigianino is. Gondolkodásmódja, a mimézis ütköztetése a képzelet képeivel egy optikai törvény felhasználásával szintén a reneszánszot túlhaladó festészeti vívmányokat idézi.
A valóságrészleteket azonban nem csak mimetikusan leképezi, hanem élénk színeivel és pasztózus festésmódjával egyéni hangot kölcsönöz képeinek. Gyakran már-már absztrakcióba hajló ábrázolása ez ennek az amúgy sem hétköznapi világnézetnek. A festő korábbi képein ez a konstruktív absztrakció síkszerűséghez vezetett, újabb képein azonban elmozdult a térábrázolás irányába.
„A festő tanítómestere a tükör”. Leonardo da Vinci bizonyára nem domború tükörre gondolt, inkább a világ megmutatásának, és annak módjának problematikájára vonatkozik ez. A tükör, mint minden képi ábrázolás előképe, tükröt tartani a világnak: a művészet legősibb metaforája. Ezt Bodor Lilla továbbgondolva, görbe tükröt tart, majd ezt a látványt tovább interpretálva szerkeszti és festi képeit.

## Társasági tagság
- Magyar Alkotóművészek Országos Egyesületének tagja (2007)

## Ösztöndíjak és díjak
- 2006 Dunaújváros Ifjúságáért Közalapítvány ösztöndíja
- 2007 Gruber Béla-díj

## Kiállítások (válogatás)
- 2002 A színek nyelvén. Barcsay Terem Magyar Képzőművészeti Egyetem, Budapest
- 2005 Méreten aluli. Csoportos kiállítás. Várfok Galéria, Budapest
- 2005 Önálló kiállítás. Lukács Cukrászda, Budapest
- 2006 Élet- Tánc. Önálló kiállítás. Bartók Színház és Művészetek Háza, Dunaújváros
- 2007 Best of Diploma 2007. Barcsay Terem, Magyar Képzőművészeti Egyetem, Budapest
- 2007 Friss Európa 2007. KOGART Ház, Budapest
- 2008 Budapest Art Expo Friss. MűvészetMalom, Szentendre
- 2008 Nagyvárosi Hagyomány. NetAktív Galéria, Budapest
- 2008 55. Hódmezővásárhelyi Őszi Tárlat. Tornyai János Múzeum, Hódmezővásárhely
- 2008 Propos d’Europe 7.0. Párizs-Fehérvárcsurgó Károlyi kastély, Fehérvárcsurgó
- 2008 Szalmaszál Alapítvány Jótékonysági Árverés. Centrális Galéria CEU, Budapest
- 2008 Önálló kiállítás. Pannónia Szinkronstúdió, Budapest
- 2009 Önálló kiállítás. Madách Színház, Budapest
- 2009 II. Munkácsy kollektív kiállítás. Volksbank Galéria Istenhegyi út, Budapest
- 2009 Tondóra hangolva. Önálló kiállítás. Ráday Volksbank Galéria, Budapest
- 2010 What iF? Önálló kiállítás. IF Kávézó, Budapest[4][5][6]

## Festmények
- Nagy szoba kis nővel 2009 Olaj vászon. Átmérő: 90 cm
- Kis műterem 2007
- Paolina Carapina érkezése 2010

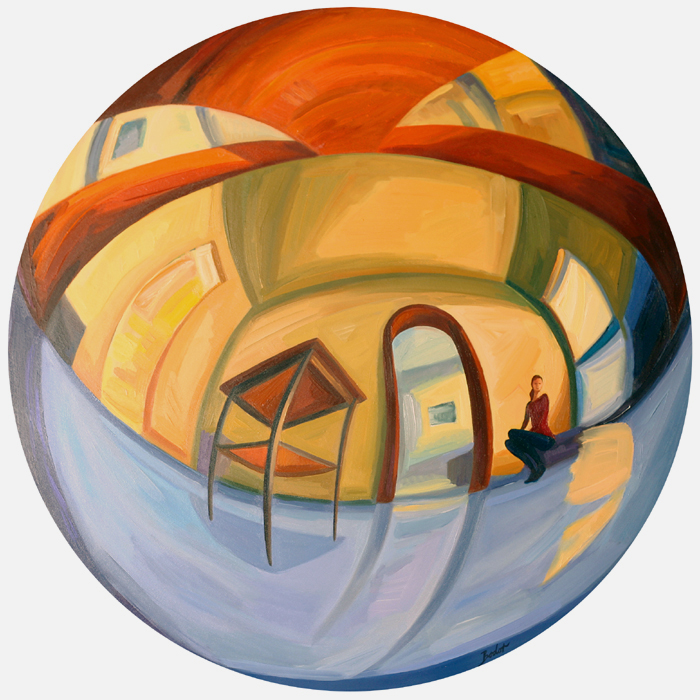
Nagy szoba kis nővel
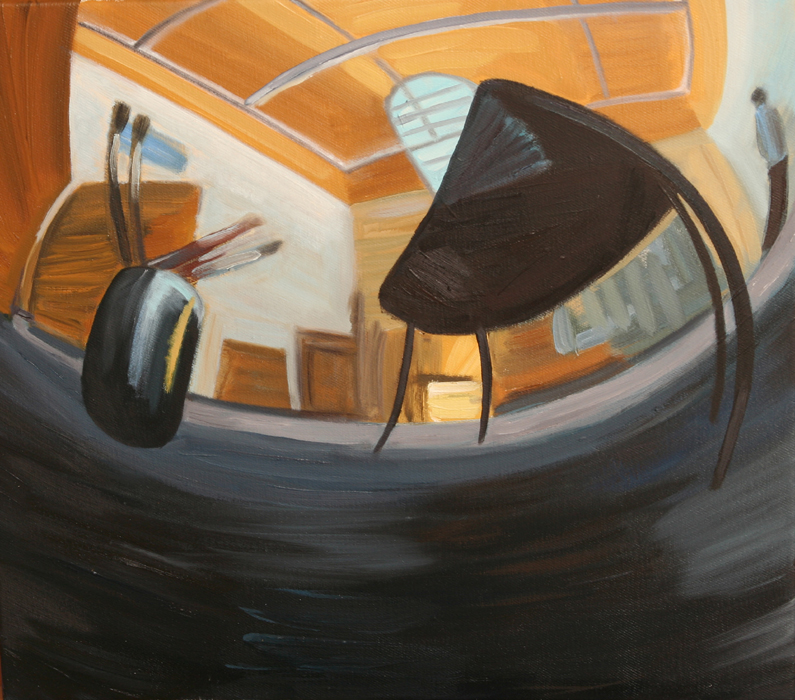
Kis műterem
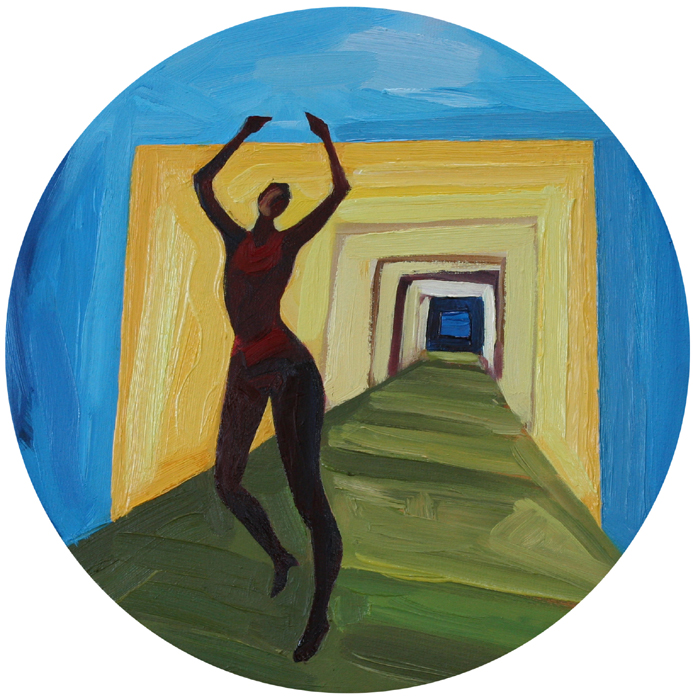
Paolina Carapina érkezése